# Anastole
Anastole (z greckiego ἀναστολή, oznaczającego „podniesiony” lub „przesunięty do góry”) – termin określający specyficzny styl fryzury, który wykształcił się w starożytnej Grecji. Styl ten stał się szczególnie znany dzięki ikonografii Aleksandra Macedońskiego, którego portrety rzeźbiarskie często ukazują charakterystyczny układ włosów.

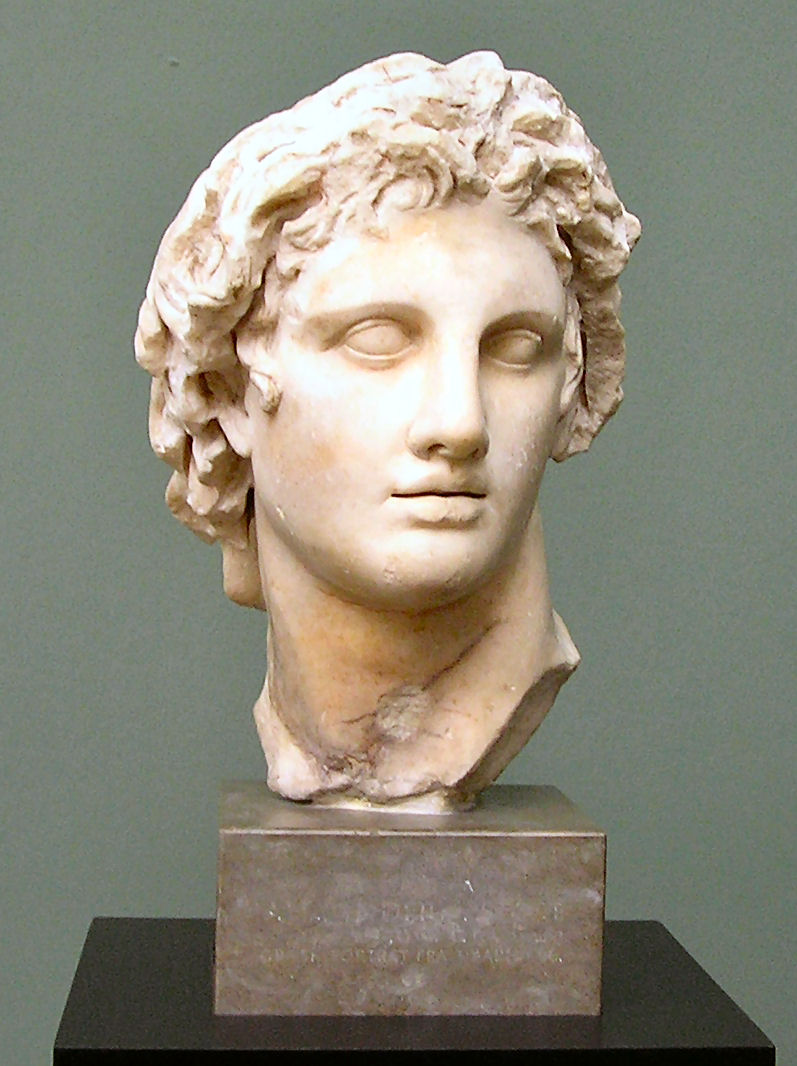
Rzeźba przedstawiająca Aleksandra Wielkiego w typowej dla jego wizerunku fryzurze

## Etymologia
Nazwa anastole pochodzi od greckich elementów: ana oznaczającego „do góry” oraz tole – „układ” lub „aranżacja”. W dosłownym tłumaczeniu termin ten można interpretować jako „układany do góry”, opisuje to sposób, w jaki włosy są formowane.

## Historia
Fryzura anastole była popularna w starożytnej Grecji, gdzie była stosowana zarówno przez artystów, jak i przez przedstawicieli elit społecznych. Styl ten został szczególnie spopularyzowany przez wizerunki Aleksandra Wielkiego, którego portrety – zwłaszcza te wykonane w formie rzeźb – prezentowały włosy przesunięte do tyłu z centralnym przedziałkiem nad czołem, który tworzył efekt „uniesienia” włosów. Taki zabieg artystyczny miał podkreślać młodzieńczy wygląd, boskie pochodzenie oraz nieprzeciętną charyzmę władcy, który zresztą jako pierwszy król Grecji nie nosił zarostu.
Fryzura ta jest uniwersalna na przestrzeni epok. Długie włosy u mężczyzn opadające na kark są typowe dla dzisiejszych subkultur, przede wszystkim muzycznych, zwłaszcza metalowych. W latach osiemdziesiątych XX w. fryzura była sposobem na wyrażenie siebie, i pośrednio pokazanie swoich zainteresowań i przynależności do danej subkultury.